# Vytautas Bakas

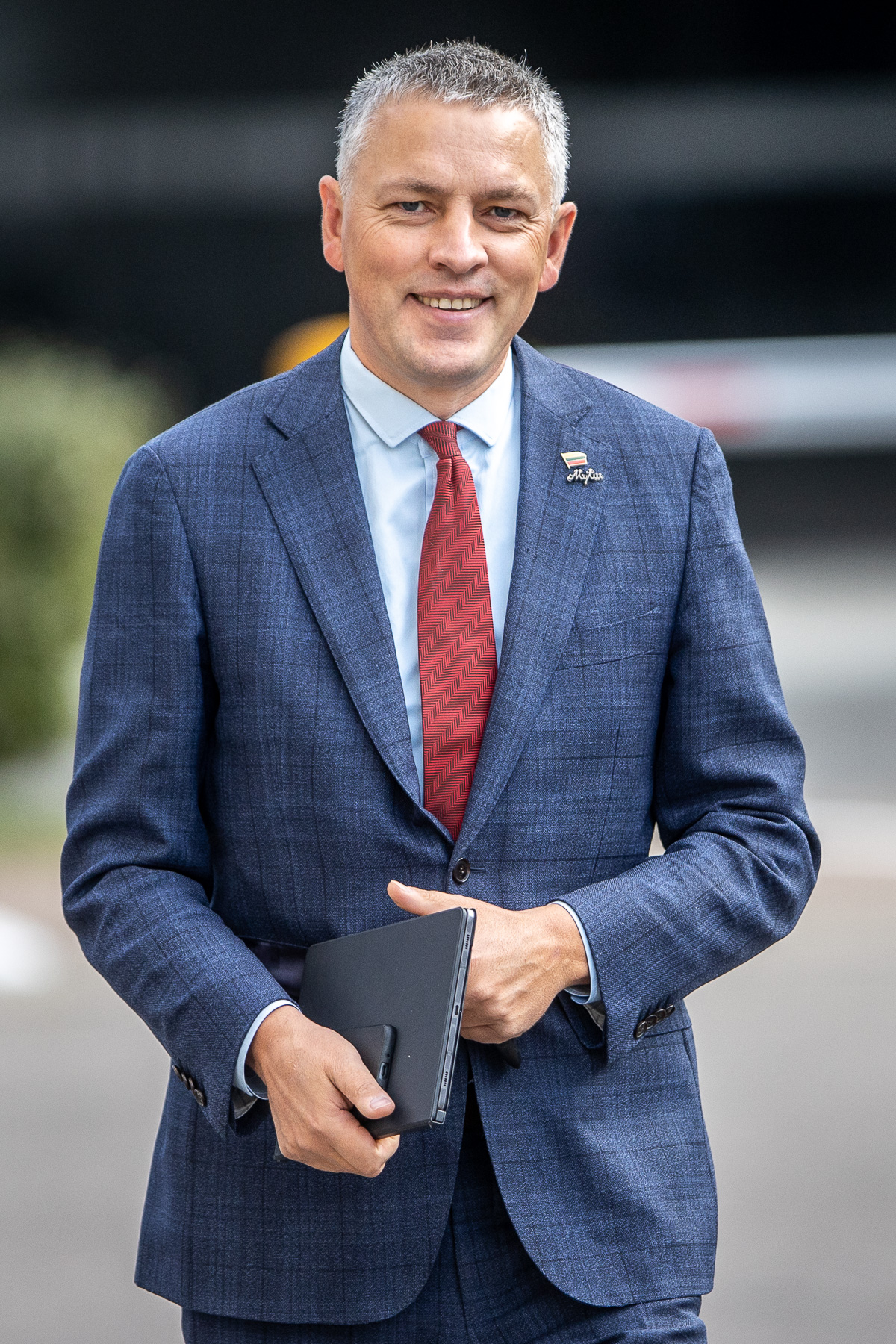
Vytautas Bakas

Vytautas Bakas (* 1977 in Vilnius)  ist ein litauischer Politiker, Verwaltungsjurist und Gewerkschafter, seit November 2016 Mitglied des Seimas.

## Leben
Nach dem Abitur an der Mittelschule Zarasai absolvierte er die höhere Schule der Polizei in Vilnius sowie das Bachelorstudium des Rechts an der Mykolo Romerio universitetas.
Von 1997 bis 2002 arbeitete er als Vernehmer in der Polizei Vilnius.
Seit 2002 ist er aktiver Gewerkschafter der Mitarbeiter von Ermittlungseinrichtungen.
Von 2007 bis 2008 arbeitete er als Gehilfe von Kęstutis Čilinskas in der Seimas-Kanzlei und von 2008 bis 2009 als Berater zu Personalfragen des Polizeigeneralkommissars Vizgirdas Telyčėnas.  žmogiškųjų išteklių veiklos klausimais.
2008 errichtete er mit seinen Kollegen das Selbstfinanzierung-Kreditinstitut Pareigūnų kredito unija und leitete es als Vorstandsvorsitzende.
Vom Dezember 2014 bis Mai 2016 war er Berater des Innenministers Saulius Skvernelis.